# 治安六法

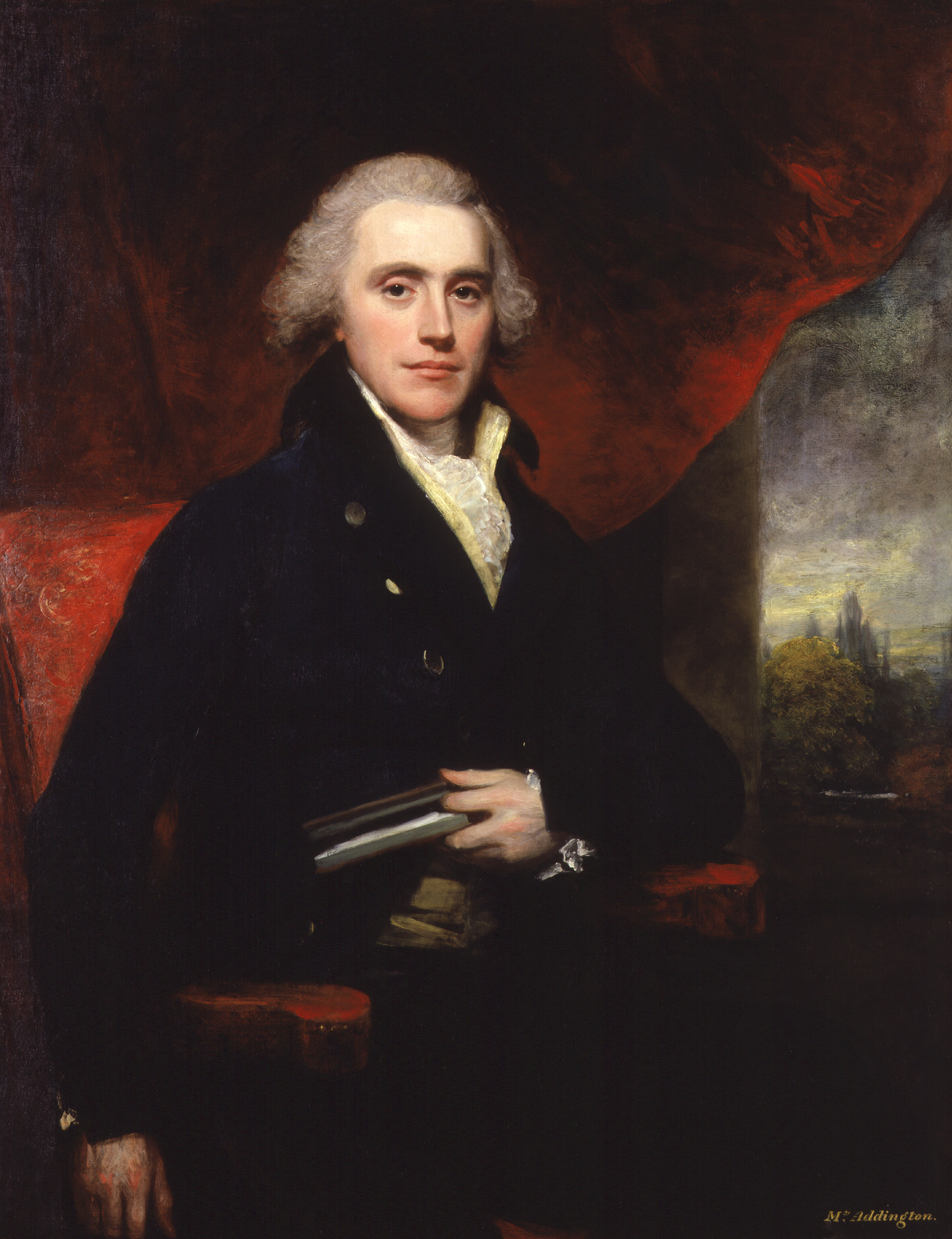
治安六法の制定を主導した初代シドマス子爵ヘンリー・アディントン

治安六法（ちあんろっぽう）、または六議会制定法（ろくぎかいせいていほう）、六法（ろっぽう、英語: Six Acts）は、1819年に制定されたイギリスの法。1819年8月16日のピータールーの虐殺の後、イギリス政府はさらなる騒乱を防ぐべく、急進主義改革を求める集会の鎮圧に乗り出し、それに伴い制定されたのが治安六法である。六法には限時法も含まれたものの、軍事教練防止法は20世紀にも維持され、2008年にようやく廃止された。
20世紀の歴史学者エリ・アレヴィは治安六法を「シドマス卿とその協力者の後援による[...]反革命の恐怖」が恐慌により拡大した結果としたが、以降の歴史学者は治安六法を秩序維持を図るための、比較的に寛大な施策であり、一時的に実施されたものにすぎないとした。

## 治安六法の制定

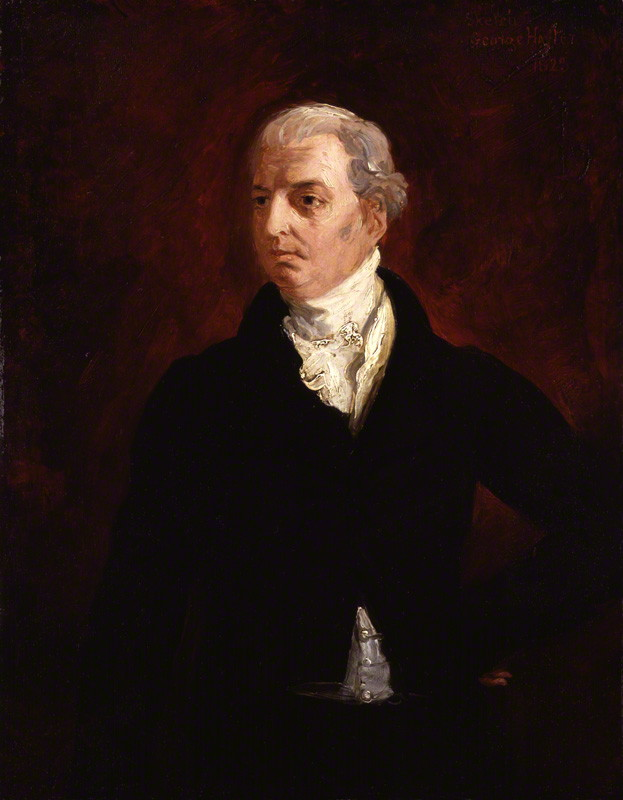
治安六法が制定された時期のイギリス首相リヴァプール伯爵。ジョージ・ヘイター作、1823年。

セント・ピーターズ・フィールド（St. Peter's Field）で非武装の民衆が義勇騎兵団（Yeomanry）に殺害されたというピータールーの虐殺が起こると、多くの示威集会がイングランド北部で開催され、ミッドランズやローランズ（Lowlands）などイングランド中部、南部にも飛び火し、合計17州で示威が決行された。地元の治安判事が中央政府からの支援を求めると、議会は11月23日に開会、内務大臣の初代シドマス子爵ヘンリー・アディントンより治安六法の法案が提出された。ホイッグ党が法案の原則にもその詳しい内容にも反対したが、六法は12月29日までに議会を通過した。ブリタニカ百科事典第11版ではピータールーの虐殺以外にも、死期の近い国王ジョージ3世は国民の同情を得ていたが、摂政王太子ジョージにはそれがないことを治安六法が制定された理由の1つとしている。
法案は急進的な新聞紙の抑圧、大規模な集会の防止、そして（政府からみて）武装蜂起の可能性を減らすことを目的とした。庶民院での弁論ではトーリー党もホイッグ党もフランス革命を引き合いにし、トーリー党はフランスの治安の弱さを指摘、ホイッグ党は言論の自由と出版の自由の重要性を強調した。1818年イギリス総選挙で党勢を回復したホイッグ党は機に乗じて法案の改正動議を提出、「非公開で行う集会は許可する」「屋外で行う集会の禁止は限時法とする」「新聞規制違反の容疑者を追放刑に処すことはより困難にする」など規制を緩ませることに成功した。ホイッグ党は法案自体にも反対したが、首相リヴァプール伯爵は法案を通過させることに成功した。

## 治安六法の内容

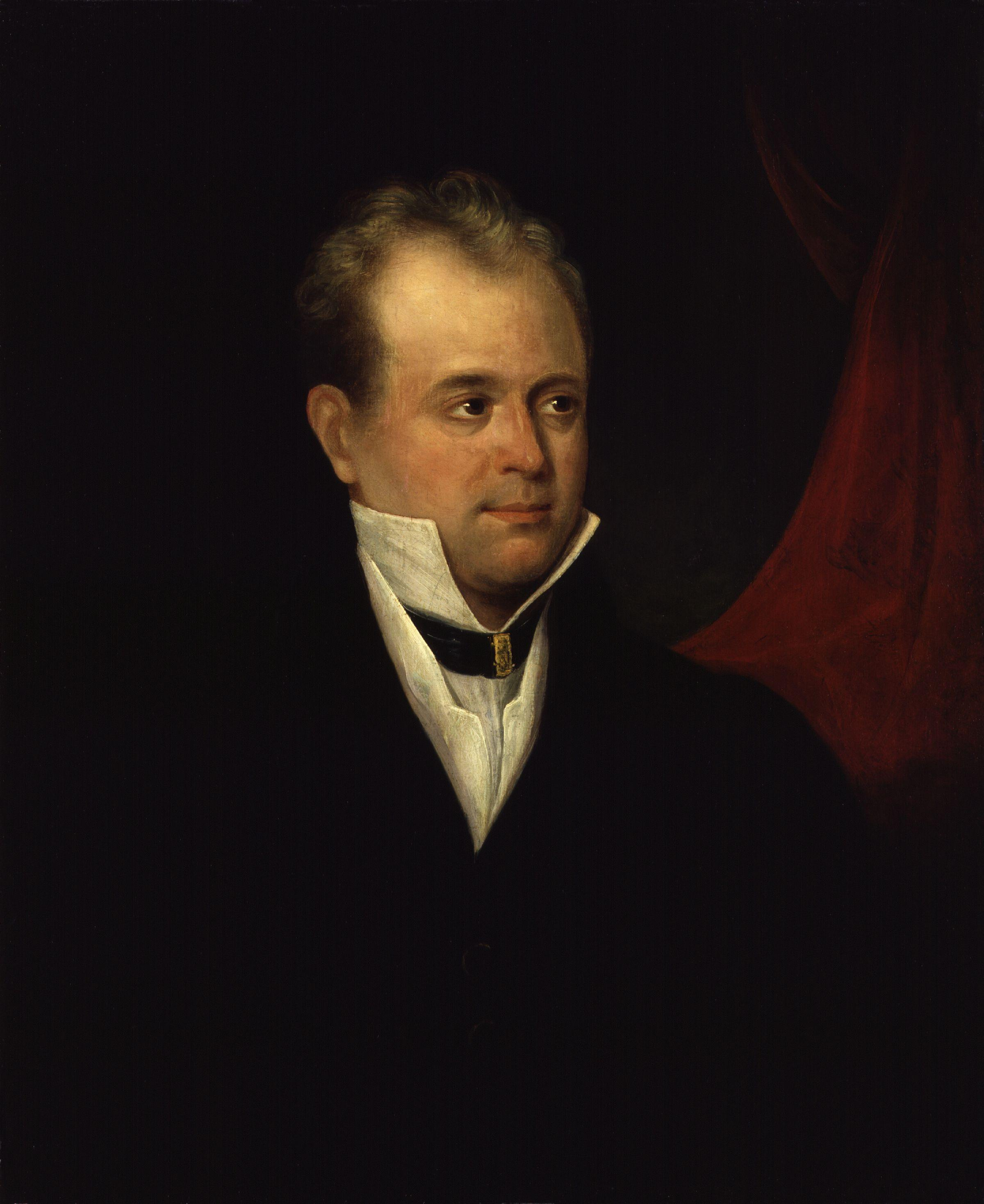
軽罪法が制定される原因となったリチャード・カーライル

- 軍事教練防止法（英語版）（Training Prevention Act） - 軍事教練を受けるために集会に出席する者は逮捕、流罪とする。すなわち、軍事教練は地方自治体など政府しか行えないようにする。治安判事には大規模な民衆集会を法的に禁止する権力があったが、犯罪意図のない軍事教練は禁止できず、ピータールーの虐殺の対象となったセント・ピーターズ・フィールドの集会もこの抜け穴を利用して決行された[3]。そのため、この法律は抜け穴を塞ぐための立法と言えた[3]
- 武器没収法（Seizure of Arms Act） - 地元の治安判事は騒乱が起こった州内で任意の私有地に立ち入り、武器を捜すことができる。武器が見つかった場合は没収ならびに所有者を逮捕できる[9]
- 軽罪法（Misdemeanours Act） - セント・ピーターズ・フィールドの集会で演説したリチャード・カーライル（英語版）は1818年12月には起訴されていたが、イギリスの裁判所の手続きが煩雑だったため裁判は1819年秋にようやく始まり、カーライルは裁判をさらに遅延させた[10]。そのため、軽罪法ではイングランド王座裁判所（英語版）およびアイルランド王座裁判所（英語版）における廷外交渉（imparlance）を禁じた[11]。また、軽罪で起訴されたが12か月以上裁判が行われなかった場合、被告人は裁判所に開廷を要求できるとした[11]。
- 煽動集会禁止法（英語版） - 「教会または国家」に関する集会（すなわち、政治集会）で50人以上が参加する場合、州長官または治安判事の許可を必要とする[12]。また、集会が行われる小教区の住民でなければ参加が禁止される[12]
- 冒涜的・煽動的文書誹謗罪法（Blasphemous and Seditious Libels Act、Criminal Libel Actとも[13]）は文書誹謗罪の罰則を最大14年間の流刑に強化した。
- 新聞印紙税法（Newspaper and Stamp Duties Act）ではそれまで印紙税を支払わなかった、新聞ではなく論説しか掲載しなかった出版物（治安六法が制定される前はパンフレット扱いとして非課税）に課税し、出版社には200から300ポンドの保証金の支払い義務を課した[14]。

## 治安六法の廃止
- 軍事教練の禁止は20世紀まで続き[15]、法律自体は2008年にようやく廃止された[3]。ただし、軍事教練防止法違反で有罪判決を受けた例はなかったという[3]。
- 一方、武器没収は27か月間の時限立法であり[16]、煽動集会禁止法は5年間という期限付きで1824年に廃止された。
- 20世紀の歴史学者G・M・トレヴェリアンによると、「（治安六法による）社会に最も長く残った傷は全ての逐次刊行物に4ペニーの印紙税を課したことである」という。印紙税の金額は1836年には1ペニーに減額されたが、19世紀中期になってようやく廃止された[17]。
- 冒涜的・煽動的文書誹謗罪法：
  - アイルランドでは1961年名誉毀損法（Defamation Act, 1961）により廃止された[18]。
  - スコットランドでは2010年スコットランド刑事司法特許法（Criminal Justice and Licensing (Scotland) Act 2010）により廃止された[19]。
  - イングランドおよびウェールズでは2008年刑事司法入国管理法（Criminal Justice and Immigration Act 2008）により冒涜的誹謗罪が廃止され、イングランド、ウェールズおよび北アイルランドでは2009年検死官及び司法法（Coroners and Justice Act 2009）により「国王、政府、またはイギリスの憲法」への煽動的文書誹謗の条項が削除され、煽動的文書誹謗全般を規定する法律となった[13]。また、第4条から第9条までと第11条は廃止された[13]。

治安六法とピータールーの虐殺はピット派が抑圧的な政権であることを示す象徴となった。

## 関連図書
- Hollis, Patricia（英語版）, Class and conflict in nineteenth-century England, 1815-1850, Birth of modern Britain series, International Library of Sociology and Social Reconstruction, Routledge, 1973, ISBN 0-7100-7419-0